# Sangarcía
Sangarcía è un comune spagnolo di 465 abitanti situato nella comunità autonoma di Castiglia e León.